# Miaou
miaou（ミアオウ）は、2001年に神奈川県にて結成された日本のポストロックバンド。これまでに発表されている作品の多くを、toeのギタリストである美濃隆章がエンジニアを務めている。日本国外のポストロックバンドとの交流も盛んで、積極的に招聘を行っている。

## メンバー
- 浜崎龍樹（Guitars, Programming, Vocals...）
- 長谷川真弓（Bass, Synthesizer, Rhodes, Glockenspiel...）
- 長谷川宏美（Drums）

### 旧サポートメンバー
- 橋本陽一朗（Guitars）
- 黒川成樹（Guitars, Bass, Synthesizers...）

## 作品

### アルバム
- Happiness (2003 NOON RECORDS)
- Make These Things Alright (2005 Teto Records)
- All Around Us (2008 Thomason Sounds)
- The Day Will Come Before Long (2011 Thomason Sounds)
- The Only Way To Find You (2023 Teto Records)

### EP
- Tour e.p. (2005 Preco) 
  - カナダのポストロック・バンドBelow the Seaとのツアー・スプリットEP
- Painted e.p. (2006 Thomason Sounds)
- Into Your Pocket e.p. (2011 Teto Records)
- Bring The Lights e.p. (2013 Sound in Silence)
- Drops EP (2016 Teto Records)
- MOU! (2017 Teto Records/TOKEI RECORDS/Preco)

### リミックス
- The Night Will Come Before Long (2012 Teto Records)

### コンピレーション
- Sound Interior Ver.2 〜少し遅い夜に (2004 NEOPLEX)
- Je t'aime (2006 Where Are My Records)
- Little Darla Has a Treat for You Vol. 25: Endless Summer 2007-08 Edition (2007 Darla)

## 海外のバンドとのツアー、共演

### ツアー
- 2003年8月　オーストラリアのバンド Art of Fightingとのツアー
- 2005年9月　カナダのバンド Below the Seaとのツアー
- 2006年11月　北アイルランドのバンド Tracer AMCとのツアー
- 2008年9月　イギリスのバンド epic45とのツアー
- 2011年11月　北アイルランドのバンド Not Squaresとのツアー
- 2012年3月　アメリカのミュージシャン Radical Faceとのツアー
- 2012年11月　ドイツのミュージシャン Masha Qrellaとのツアー
- 2015年4月　アイスランドのミュージシャン sóley、Sin Fangとのツアー
- 2017年4月　Masha Qrellaと2度目のツアー

### その他共演
Because of Ghosts、Desktop Error、Dosh、F.S.Blumm、Four Pens、L'Altra、Pan American、soso、STRFKR、Sui Zhen、Uzi & Ari、Yndi Halda など